# Erodium moschatum
Erodium moschatum — вид рослин родини геранієві (Geraniaceae). Етимологія: грец. ερωδιός — «чапля», в зв'язку з довгим „дзьобом“ на плодах. лат. moschatus — має мускусний запах.

## Опис
Однорічна або дворічна трав'яниста рослина, має сильний запах мускусу, кремезна, гілляста, висхідна до 6 дм, має густоволосі стебла. Листя 20–350 × 15–70 мм, довгасто-ланцетне, перисте. 5–12 фіолетових або бузкових квітів у парасольках на довгих стеблах. Пелюстки 6–10 мм. Квітне навесні і влітку.

## Поширення
Північна Африка: Алжир; [п.] Єгипет [п.]; Лівія [п.]; Марокко; Туніс. Західна Азія: Кіпр; Єгипет — Синай; Іран; Ірак [п.]; Ізраїль; Йорданія; Ліван; Сирія; Туреччина. Європа: Чехія; Нідерланди; Білорусь; Україна — Харків; Албанія; Хорватія; Греція [вкл. Крит]; Італія [вкл. Сардинія, Сицилія]; Словенія; Франція [вкл. Корсика]; Португалія [вкл. Мадейра]; Гібралтар; Іспанія [вкл. Балеарські острови, Канарські острови]. Широко натуралізований в деяких інших країнах.

## Галерея

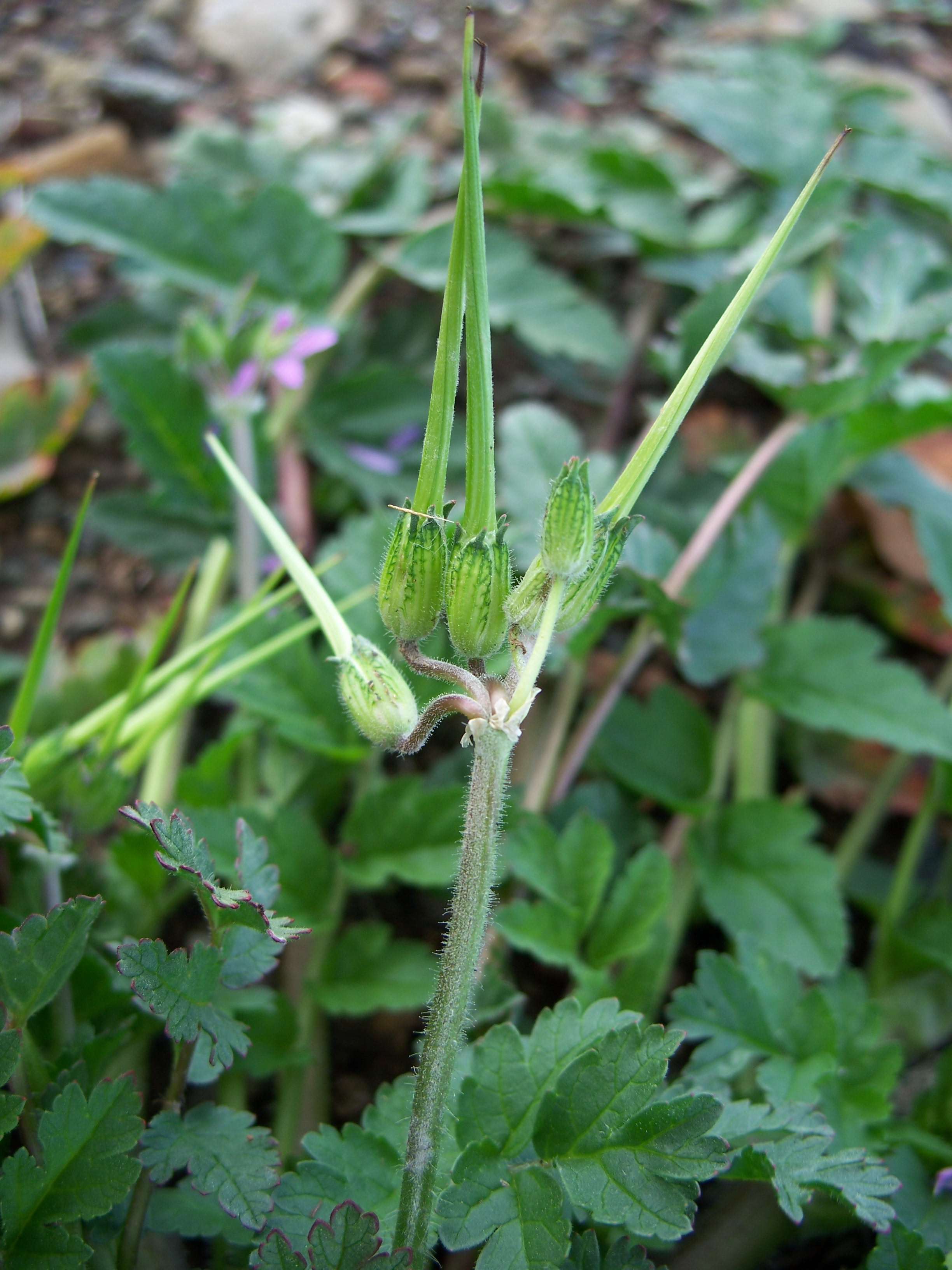
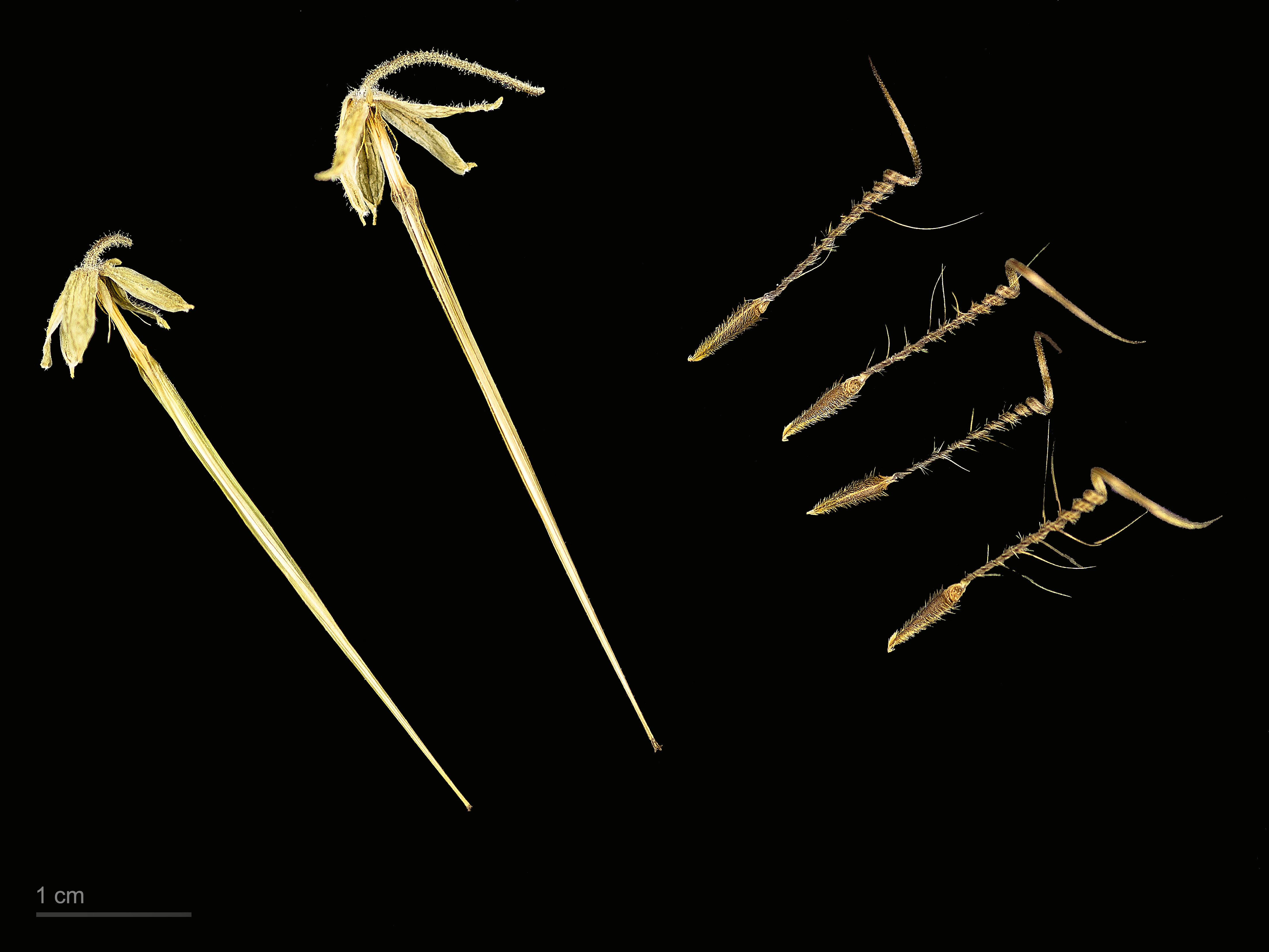
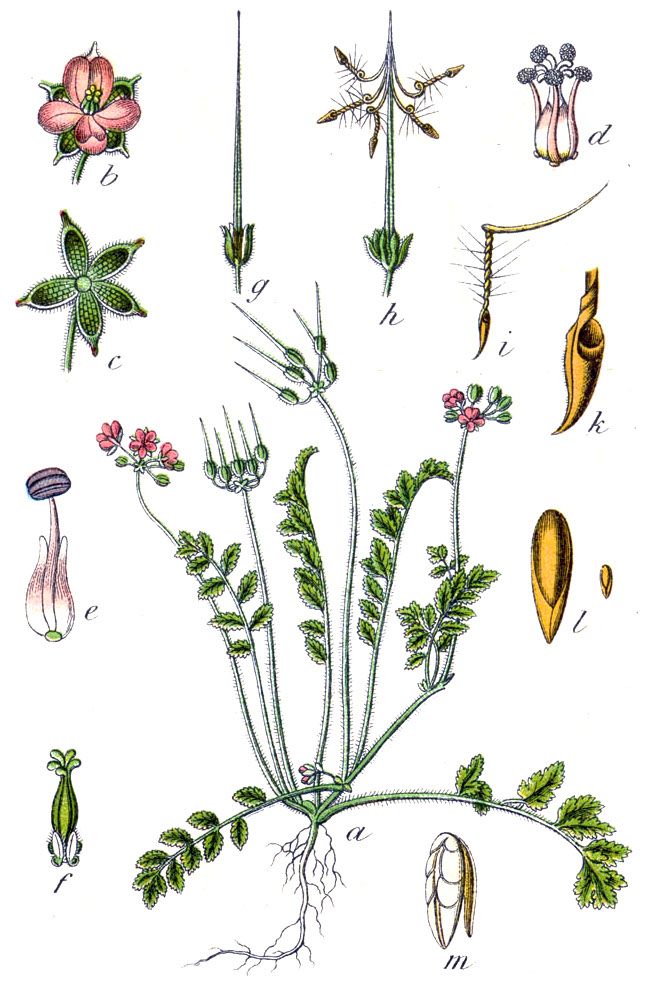